# Záběhlice (zámek)
Záběhlický zámek je novobarokní budova s přilehlým dvorem hospodářskými staveními v blízkosti rybníčku na Botiči v Praze 10-Záběhlicích. Nachází se poblíž křižovatky zvané U lípy, adresa je U záběhlického zámku 46/4. Zámek i přilehlá zahrada jsou v současnosti veřejnosti nepřístupné. Je chráněn jako kulturní památka.

## Historie

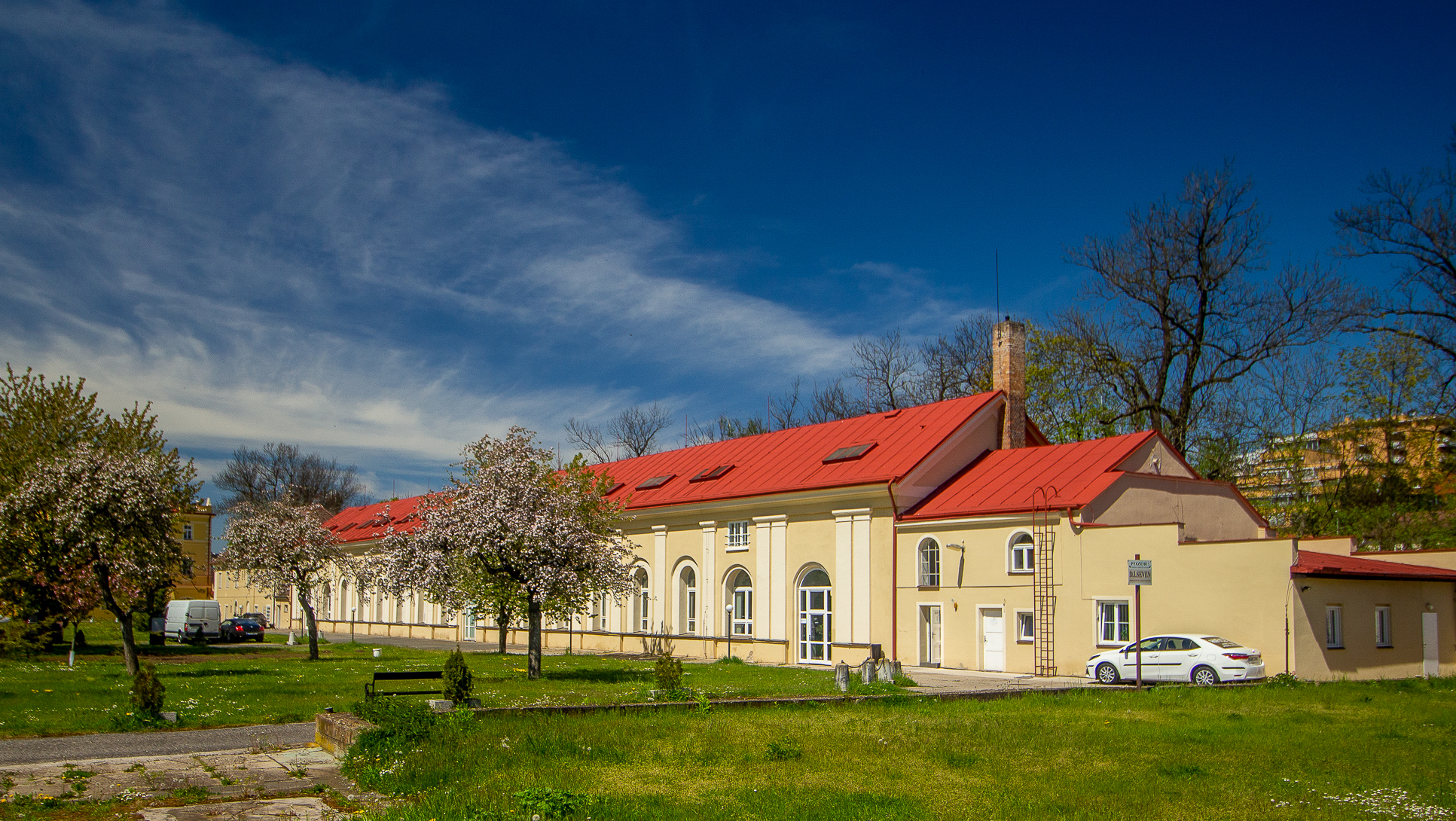
Nádvoří a hospodářské budovy Záběhlického zámku

Záběhlice jsou poprvé zmíněny v zakládací listině vyšehradské kapituly z roku 1088. Části území Záběhlic vlastnili i klášter sv. Jiří na Pražském hradě, čeští králové a pražští měšťané.  
Ve 14. století stávaly v Záběhlicích dvě tvrze: tvrz krále Václava IV., která se nacházela na ostrůvku uprostřed dnešního Hamerského rybníka a druhá tvrz, která byl roku 1354 v držení pražského měšťana Seidla a posléze od roku 1380 litomyšlského biskupa, z níž později vznikl Záběhlický zámek. Nicméně první zmínka o zdejší tvrzi pochází až z roku 1389. 
Za husitských bouří zabavili Pražané zdejší církevní i královské majetky a přidělili je Novému městu pražskému. V dalších letech 15. století se Záběhlice opakovaně staly shromaždištěm vojsk před bitvami.  
Vlastníci Záběhlic se mnohokrát měnili, v letech 1436–1459 vlastnil Záběhlice Mikuláš Zajíc z Házmburka.  
Od roku 1663 tvrz vlastnil sasko-lauenburský vévoda Julius Jindřich, a ten nebo některý z následujících majitelů, ji nechal přestavět na zámek. V 17. století byly Záběhlice součástí Kouřimského kraje a zámek připadl hraběti Lažanskému. Na majetkovém soupisu z roku 1788 zde fungoval zámecký pivovar.  
V roce 1813 zámek a ves vlastnil svobodný pán Jakub Wimmer připojil ke vsi nedalekou osadu Roztyly.  
Roku 1885 zámek vyhořel, majitelem panství Ludvík Korb z Weidenheimu je obnovil. Obnovu podle projektu Ferdinanda Hauptmanna realizovali architekti Cornelius Hauschka a Eduard Rechziegel, kteří tak zámku dali současnou novobarokní podobu. Od roku 1841 do konce století panství vlastnil Karel Korb, rytíř z Weidenheimu, jenž byl od roku 1879 rakouským ministrem a moravským zemským místodržitelem.  

## 20. století
Na počátku 20. století Záběhlice patřily do politického okresu vinohradského. V té době byl zámek znovu zpustlý. V roce 1907 jej zakoupil velkostatkář Václav Černý a následně opravil. 
V dobách socialismu byla zeď zámecké zahrady pobořená a zahrada volně přístupná. Restituovaný objekt byl navrácen rodině původních majitelů a slouží dnes jako administrativní objekt, sídlo zde mají různé firmy. 

## Pověsti
Podle pověsti se na záběhlickém zámku často zjevovala bílá paní. Vyhnaly ji odtud teprve velké zvony, pořízené do kostela Narození Panny Marie, jejichž zvuk bílá paní nedokázala snést a navždy zmizela.